# Gunung Labu
Gunung Labu är ett berg i Indonesien.   Det ligger i provinsen Aceh, i den västra delen av landet, 1 600 km nordväst om huvudstaden Jakarta. Toppen på Gunung Labu är 1 420 meter över havet.
Terrängen runt Gunung Labu är bergig åt sydost, men åt nordväst är den kuperad. Runt Gunung Labu är det mycket glesbefolkat, med 2 invånare per kvadratkilometer. I omgivningarna runt Gunung Labu växer i huvudsak städsegrön lövskog.